# 長谷川修
長谷川 修（はせがわ おさむ）は、日本の工学者。東京工業大学像情報工学研究所准教授。

## 主な略歴
- 1988年 東京理科大学工学部機械工学科卒業
- 1992年 日本学術振興会特別研究員
- 1993年 東京大学大学院電子工学専攻博士課程修了博士（工学）
- 1993年 通商産業省工業技術院電子技術総合研究所研究員
- 1999年 米国カーネギーメロン大学ロボティクス研究所客員研究員
- 2000年 経済産業省産業技術総合研究所主任研究員
- 2001年 情報処理推進機構（IPA）未踏ソフトウエア創造事業採択
- 2002年 東京工業大学大学院理工学研究科付属像情報工学研究施設助教授
- 2003年 科学技術振興機構(JST) さきがけ 相互作用と賢さ領域研究者
- 2007年 新エネルギー・産業技術総合開発機構産業技術研究助成事業採択（単独）
- 2010年 東京工業大学像情報工学研究所准教授
- 2011年 科学技術振興機構(JST)CRES開プロジェクト分担研究者
- 2012年 合同会社長谷川研究所CEO&Founder（兼職）
- 2014年 SOINN株式会社代表取締役（兼職）

## 主な所属学会
- 電子情報通信学会
- 情報処理学会
- 日本認知科学会
- 人工知能学会
- 米国電気電子学会など

## 主な受賞
- 2013年 経済産業省 Innovative Technologies 2013 特別賞（SOINN技術）
- 2013年 経済産業省 Innovative Technologies 2013 表彰（SOINN技術）
- 2012年 画像の認識・理解シンポジウム（MIRU）ベストデモ賞
- 2012年 SSII2011（第17回画像センシングシンポジウム）優秀学術論文賞
- 2011年 電子情報通信学会 情報・システムソサイエティ（ISS） 活動功労賞
- 2009年 東京工業大学 工学部 創成的研究賞
- 2007年 情報科学技術フォーラム (FIT) 2007 船井ベストペーパ賞
- 2004年 計測自動制御学会 システムインテグレーション部門講演会 ベストセッション講演賞
- 1998年 画像センシングシンポジウム　優秀論文賞
- 1995年 電子情報通信学会　学術奨励賞
- 1993年 IEEE Industrial Electronics Sciety, Annual Conference, IECON'93, Best Conference Paper Award
- 1991年 IEEE Industrial Electronics Sciety, Annual Conference, IECON'91, Best Conference Paper Award

## 著書
- On Lisetener's Fixation and Comprehension of Hand Gestures Gestures. - Meaning and Use, Fernando Pessoa University Press、2003年
- High Quality and Fast Fractal Image Coding by Simulated Annealing Search Proc. 9th symposium on Sensing via Image Information、2003年
- A Fast and Less Loss Fractal Image Coding Method Using Simulated Annealing Proc. 4th Joint Conf. on Infomation Sciences   2003年
- A Kernel Logit Approach for Image Understanding and Its Applications Proc. Japan-Korea Joint Symposium on Imaging Materials and Technologies (2002)、2002年
- ジェスチャ・行為・意味（分担）共立出版、 2002年
- Processing of Face Images Signal Processing and Communications Series、2002年
- 認知科学辞典（項目執筆） 共立出版、2002年
- マルチメディア標準テキスト（分担） （財）画像情報教育振興協会、1997年
- A Real-time Visual Interactive System Between Finger Signs and Synthesized Human Facial Images Employing a Transputer Based Parallel Computer Visual Computing、1995年